# Sauber-Mercedes C9
La Sauber C9 est une voiture de course de l'écurie suisse Sauber, construite pour le Championnat du monde des voitures de sport qu'elle remporte en 1989.

## Palmarès
- Championnat du monde des voitures de sport :
  - Champion en 1989
  - Victoire aux 1 000 kilomètres du Nürburgring en 1988
  - Victoires aux 1 000 kilomètres de Spa en 1988 et 1989

- 24 Heures du Mans :
  - Victoire et doublé en 1989 avec Jochen Mass, Manuel Reuter et Stanley Dickens devant Mauro Baldi, Kenny Acheson et Gianfranco Brancatelli

## Description technique
La Sauber-Mercedes C9, d'un poids à vide de 905 kg, est munie d'un moteur V8 à 90° (de chez Mercedes-Benz) à essence. Avec une cylindrée de 4 973 cm3, le moteur atteint une puissance maximale d'environ 720 chevaux, pour un couple maximal de 810 N m (à titre de comparaison, le véhicule qui suit la C9, la Sauber-Mercedes C11, possède un moteur d'un couple de 880 N m). La boîte de transmission est une boîte manuelle à 5 rapports poussant le véhicule jusqu'à 370 km/h sur piste sèche (le record est atteint sur la Ligne droite des Hunaudières sur le circuit des 24h du Mans, durant les essais des 24 h du Mans de 1989).

### Similarités avec la Pagani Zonda
Contre toutes attentes, la C9 présente des similarités concrètes avec les premières études de la Pagani Zonda présentées à Juan Manuel Fangio. Effectivement, c'est Fangio lui-même qui incita Horacio Pagani à prendre la décision de choisir Mercedes-Benz en tant que motoriste de la lignée des Sauber Groupe C, à l'époque travaillant chez Lamborghini. On remarque des similarités à travers les dimensions des deux véhicules, mais aussi à travers les formes (cockpit, Pare-chocs...).

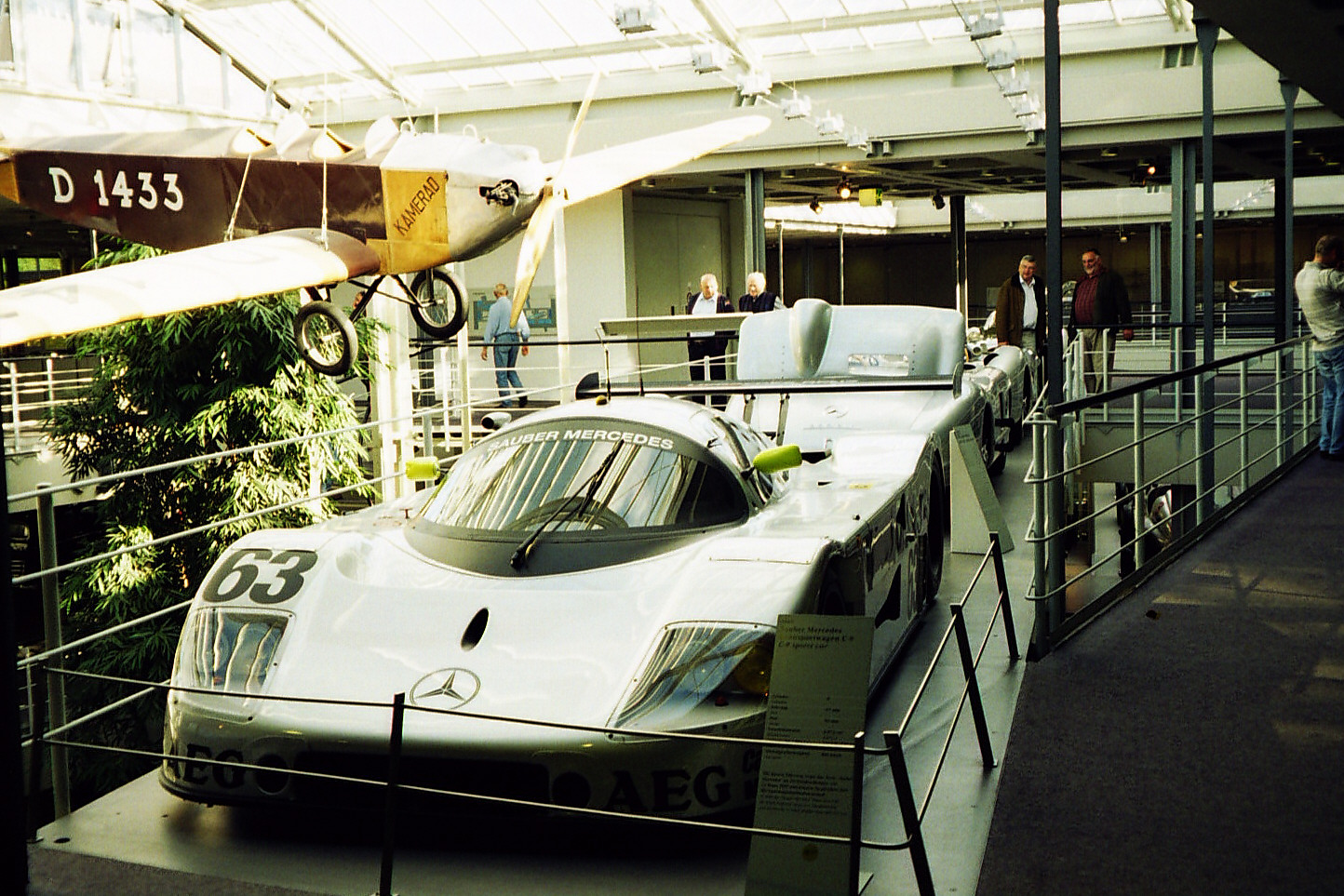
La Sauber C9 de 1989.

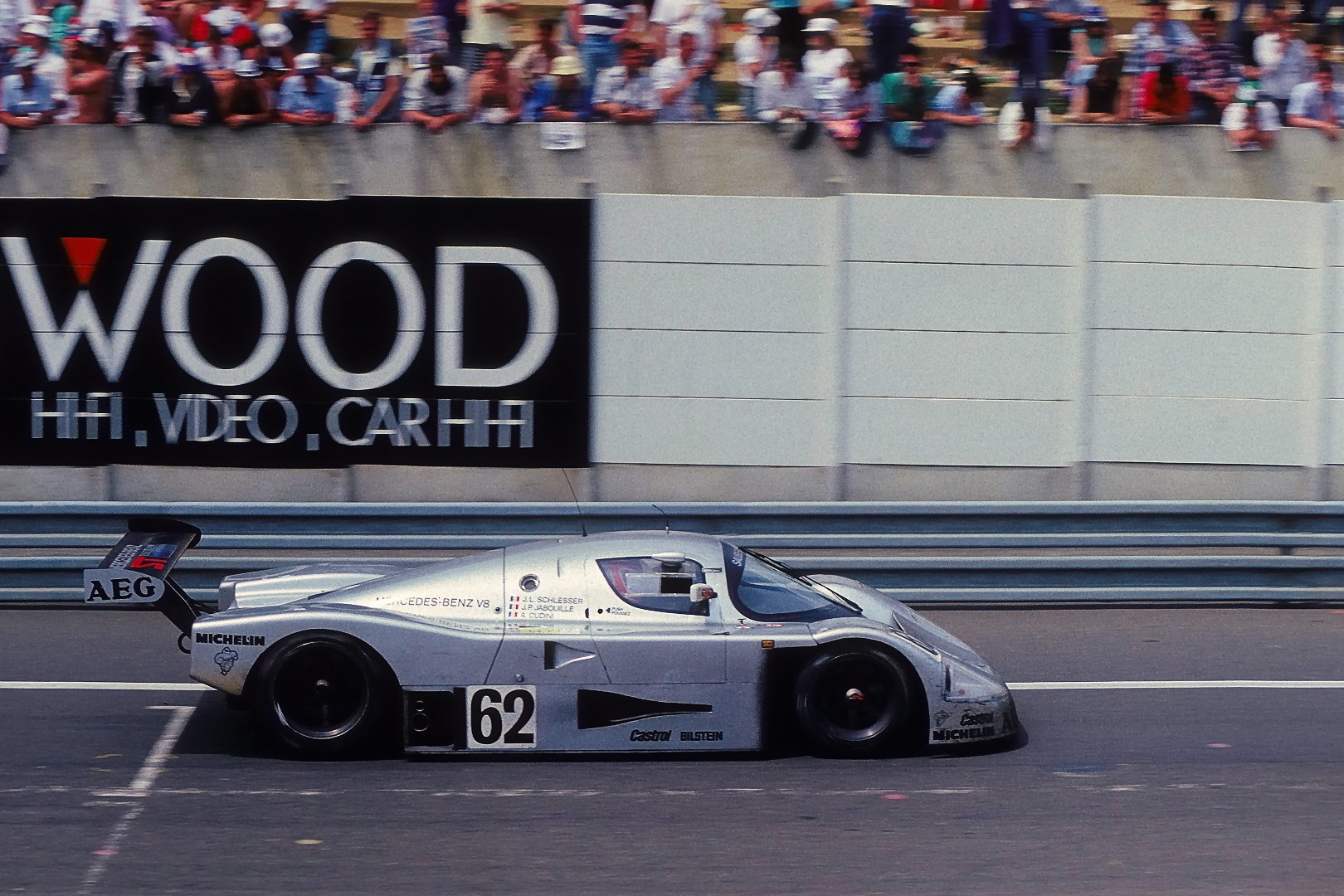
24 Heures du Mans 1989, la Sauber C9 arrivée cinquième.